# Mandoga (Matomb)
Pour les articles homonymes, voir Mandoga.
Mandoga est un village de la région du Centre du Cameroun. Il est localisé dans l'arrondissement (commune) de Matomb et le département du Nyong-et-Kéllé.

## Population et société
Mandoga comptait 211 habitants lors du dernier recensement de 2005. La population est constituée pour l’essentiel de Bassa, clan des Ndog Send. Le village se trouve sur la piste qui lie Mambine et Lindoï.